# Pales tessellata
Pales tessellata är en tvåvingeart som beskrevs av Macquart 1834. Pales tessellata ingår i släktet Pales och familjen parasitflugor.
Artens utbredningsområde är Frankrike. Inga underarter finns listade i Catalogue of Life.